# Route magistrale 16 (Arménie)
Pour les articles homonymes, voir M16 et Route 16.
La route magistrale M16 (en arménien : Մ 16 ճանապարհ) est une route magistrale en Arménie.
Elle s'étend d'Haghtanak à Azatamout,,

## Présentation
La M16 commence dans la vallée de la rivière Debed, près de la frontière entre l'Arménie et la Géorgie, à sa jonction avec la M6 à Ayrum.
La route s'oriente d'abord vers l'est, puis vers le sud, à travers les hauts plateaux de la zone frontalière avec l'Azerbaïdjan.
La M16 relie plusieurs villages et traverse trois cols culminant entre 900 et 1 100 mètres d'altitude.
La route se termine en rejoignant la M4 à Azatamut après un parcours de 59 km.

## Tracé
- Haghtanak
- Zorakan
- Deghdzavan
- Berdavan
- Koghb
- Noyemberian
- Baghanis
- Voskepar
- Kirants
- Sarigyugh
- Azatamout